# Oligotrichum tenuirostre
Oligotrichum tenuirostre är en bladmossart som beskrevs av Georg Friedrich von Jaeger 1875. Oligotrichum tenuirostre ingår i släktet Oligotrichum och familjen Polytrichaceae. Inga underarter finns listade i Catalogue of Life.